# Історія Гагаузії

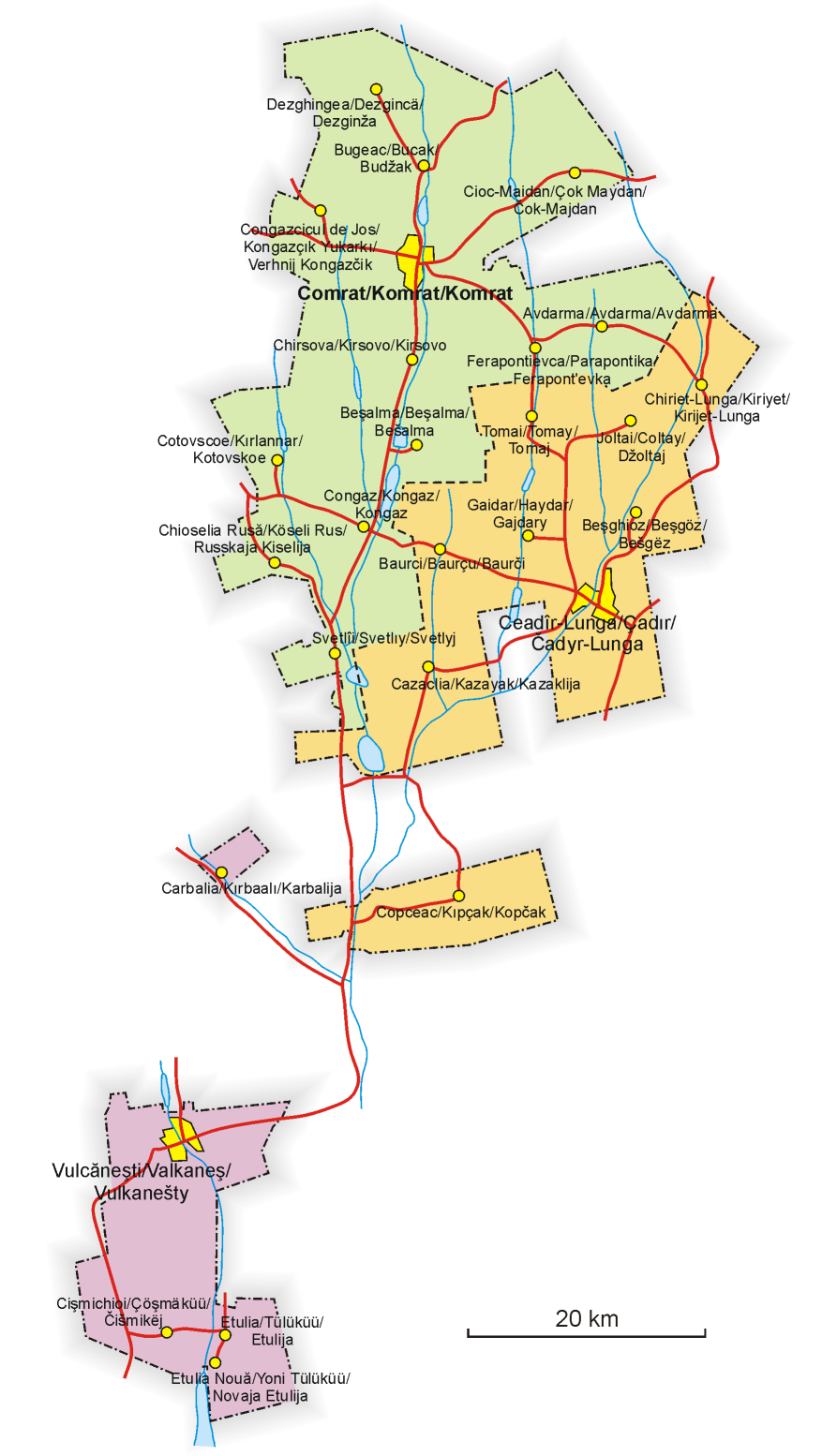
Карта Гагаузії

Історія Гагаузії сягає глибокої давнини. Більша територія, відома як Бессарабія, яка раніше була східною половиною Молдавського князівства, була анексована Російською імперією в 1812 році. Гагаузи були під владою Російської імперії (1812—1917), Румунії (1918—1940 та 1941—1944), Радянського Союзу (1940—1941 та 1944—1991) та Молдови (1917—1918 та 1991 донині).

## Середньовіччя
Кажуть, що гагаузи походять від турків-сельджуків, які оселилися в Добруджі, а також печенігів, узів (огузів) і половців (кипчаків), які послідували за анатолійським сельджукським султаном Іззеддіном Кей-Кавусом II (1236—1276). Зокрема, один клан тюрків-огузів мігрував на Балкани під час міжплемінних конфліктів з іншими тюрками. Цей клан турок-огузів перейшов з ісламу на православне християнство після того, як оселився на Східних Балканах (нині в Болгарії), і називався гагаузами.

## Російська імперія
У 1812 році Бессарабія, раніше східна половина Молдавського князівства, увійшла до складу Російської імперії, і ногайські племена, які населяли кілька сіл на півдні Бессарабії (або Буджак), були змушені її покинути. Між 1812 і 1846 роками росіяни переселили гагаузів із території сучасної східної Болгарії (яка залишалася під Османською імперією) до православної Бессарабії, головним чином у поселеннях, звільнених ногайськими племенами. Тут вони оселилися паралельно з бессарабськими болгарами в Авдармі, Комраті, Конгазі, Томаї, Чишмічі та інших колишніх ногайських селах. Деякі гагаузи також були поселені в частині Молдавського князівства, яка в 1812 році не потрапила під контроль Росії, але протягом кількох років село за селом переселялися до компактної території, яку вони заселяють сьогодні на півдні Бессарабії.

## Радянський Союз
Під час Другої світової війни на створену СРСР Молдавську Радянську Соціалістичну Республіку вторглися війська нацистської Німеччини.
Протягом 1980-х років Гагаузький націоналізм залишався інтелектуальним рухом, але зміцнився до кінця десятиліття, коли Радянський Союз почав сприймати демократичні ідеали. У 1988 році активісти місцевої інтелігенції об'єдналися з іншими етнічними меншинами, щоб створити рух, відомий як «Гагаузький народ». Через рік «Гагаузький народ» провів свої перші збори, на яких було ухвалено резолюцію про створення автономної території на півдні Молдови зі столицею в місті Комрат. Гагаузький національний рух посилився, коли в серпні 1989 року румунську мову було визнано офіційною мовою Республіки Молдова, замінивши російську, офіційну мову СРСР. Збуджена спецслужбами СРСР частина багатоетнічного населення південної Молдови сприйняла це рішення із занепокоєнням, що викликало недовіру до центральної влади в Кишиневі. Гагаузів також хвилювали наслідки для них возз'єднання Молдови з Румунією, що в той час здавалося все більш імовірним. У листопаді 1989 року було проголошено Гагаузьку АРСР у складі Молдови.

## Незалежна Молдова
У серпні 1990 року Комрат проголосив себе автономною республікою, але уряд Молдови скасував цю декларацію як неконституційну. У цей час як лідер гагаузького національного руху виступає Степан Топал. Підтримка Радянського Союзу залишалася високою, референдум у березні 1991 року майже одностайно проголосував за те, щоб залишитися частиною СРСР. Референдум, однак, бойкотували молдавани Гагаузії, а також решти Молдови. Багато гагаузів підтримали спробу державного перевороту ДКНС серпні 1991 року, а у вересні Придністров'я проголосило себе незалежним, що ще більше погіршило відносини з Кишиневом. Однак, коли парламент Молдови 27 серпня 1991 року голосував за те, чи повинна Молдова стати незалежною, шість із дванадцяти депутатів-гагаузів у парламенті Молдови проголосували за, а інші шість не брали участі. Як наслідок, уряд Молдови пом'якшив свою прорумунську позицію та приділив більше уваги правам меншин.
У лютому 1994 року президент Мірча Снєгур пообіцяв Гагаузії автономію, але був проти повної незалежності. Він також був проти пропозиції про те, щоб Молдова стала федеративною державою у складі трьох республік: Молдови, Гагаузії та Придністров'я. У 1994 році парламент Молдови надав «народу Гагаузії» (через прийняття нової Конституції Молдови) право «зовнішнього самовизначення» у разі зміни статусу країни. Іншими словами, якби Молдова вирішила приєднатися до іншої країни (малась на увазі Румунія), то гагаузи мали б право вирішувати шляхом референдуму про самовизначення, чи залишатися їм у складі нового союзу стан чи ні. 23 грудня 1994 року Парламент Республіки Молдова прийняв «Закон про особливий правовий статус Гагаузії» (гагауз. Gagauz Yeri). Закон набув чинності 14 січня 1995 року, вирішивши спір мирним шляхом. 23 грудня гагаузи відмічають як свято. Багато європейських правозахисних організацій визнають і пропагують Гагаузію як успішну модель вирішення етнічних конфліктів. Зараз Гагаузія є «національно-територіальною автономною одиницею» з трьома офіційними мовами — молдовською, гагаузькою та російською.
До автономного Гагаузького краю були включені три міста і двадцять три комуни: всі населені пункти, де проживає понад 50 % гагаузів, а також ті населені пункти, де проживає від 40 % до 50 % гагаузів, які висловили бажання бути включеними до складу Гагаузії в результаті референдумів щодо визначення кордонів Гагаузії. У 1995 році башканом (молд. — губернатором, гагауз. — башканом) Гагаузії на чотирирічний термін був обраний Георгій Табунщик, так само як і депутати місцевого парламенту, «Народних зборів», на чолі з Петру Пашалі.
На виборах губернатора 1999 року переміг Дмитро Кройтор. Він почав користуватися правами, наданими губернатору угодою 1994 року. Центральна влада Молдови не захотіла визнати результати виборів, що призвело до тривалого протистояння між автономією та Кишиневом. Зрештою, у 2002 році під тиском молдовського уряду, який звинуватив його у зловживанні владою, зв'язках з сепаратистською владою Придністров'я та інших правопорушеннях, Кройтор пішов у відставку. Центральна виборча комісія Гагаузії не зареєструвала Кройтора як кандидата на посаду башкана на наступних виборах, і на виборах, які були названі нечесними, був обраний Табунщик.
1 квітня 2020 року пандемія COVID-19 досягла Гагаузії.